# Txoko

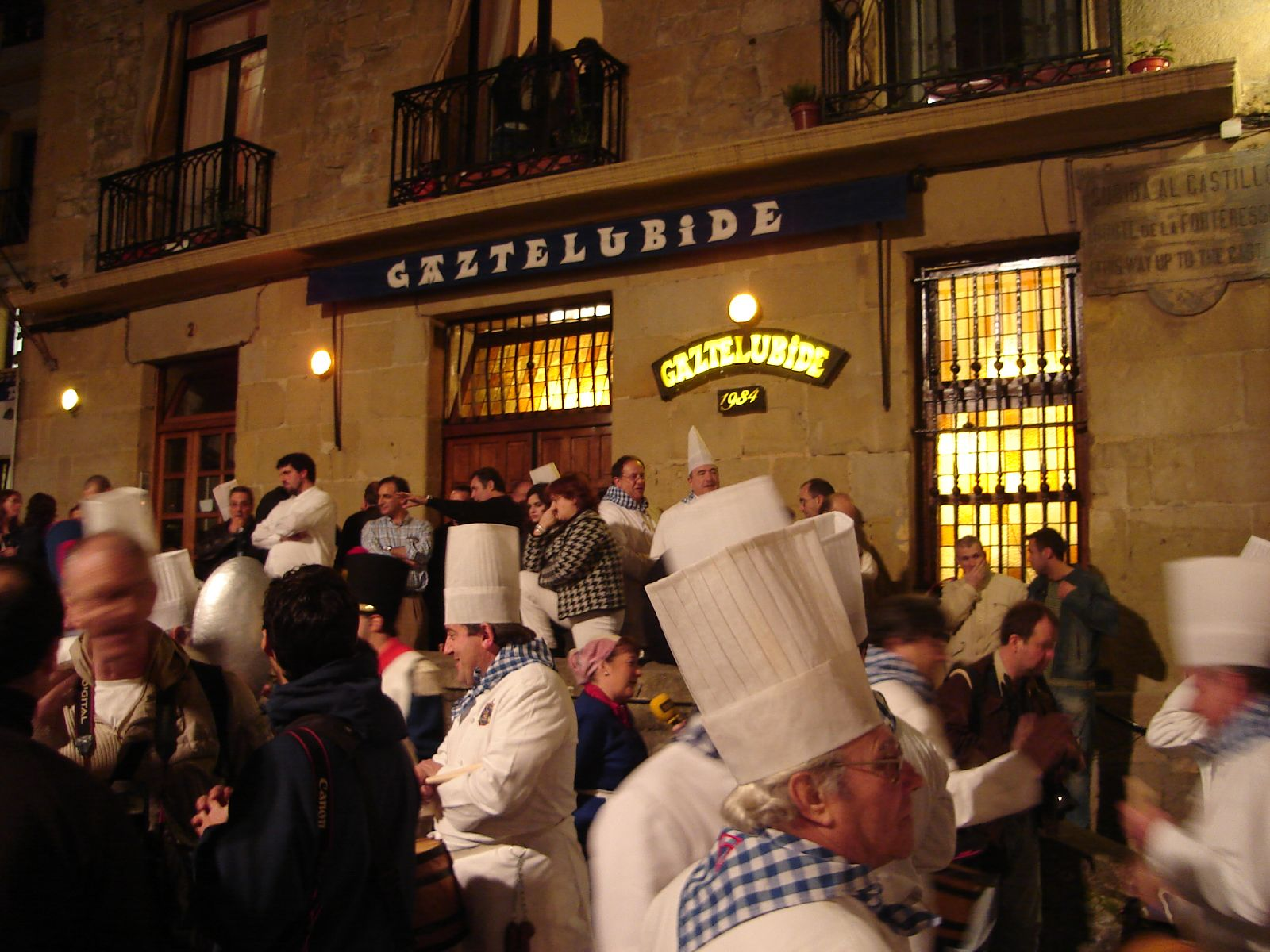
Rassemblement de chefs devant le txoko du Gaztelubide elkartea durant la tamborrada.

Un txoko (ˈtʃoko) est une société gastronomique au Pays basque, et traditionnellement une confrérie. On donne ce nom aux locaux des sièges des sociétés qui peuvent être soit associatives, sportives ou simplement récréatives.

## Étymologie
Txoko est un diminutif de zoko. Le txoko est un mot basque qui signifie littéralement recoin ou petit lieu. On leur attribue différents noms tels que soziedade au Guipuscoa, faisant référence aux sociétés gastronomiques (Elkarte gastronomiko), peña à Pampelune et dans certaines régions, la variante Xokoest utilisée.

## Fonctionnement
Les txokos sont composés de membres qui appartiennent souvent à un même groupe, et les membres sont responsables de l'organisation des dîners et repas, soit entre acolytes, soit entre un membre et ses hôtes. La caractéristique principale est que celui qui cuisine, le fait gratuitement tandis que la nourriture est apportée par les autres convives de l'événement, à l'exception des aliments de base qui proviennent généralement du txoko. Une fois l’évènement terminé, on fait les comptes en laissant la documentation et l'argent dans une boîte aux lettres qui est placée dans l'enceinte même du txoko.
On calcule normalement une quote-part qui sert à pallier les frais communs et ensuite chaque membre paye les frais 
à parts égales. Les membres des confréries sont généralement des hommes. Jusqu'à présent, les femmes étaient interdites d'accès aux txokos, d'ailleurs il en reste encore quelques-uns dans lesquels elles ne peuvent toujours pas entrer comme au txoco du Gaztelubide Elkartea à Saint-Sébastien). Et quand les femmes sont présentes, il est fréquent qu'elles ne puissent accéder à la cuisine.

## Caractéristiques
Une caractéristique de base des txokos est que ce sont les membres eux-mêmes qui font tout. Cela commence depuis l'achat sur les marchés, pour les ingrédients de base, produits de la chasse, pêche, récolte… jusqu'au rassemblement des ustensiles utilisés (quelquefois il y a un service de propreté). Mais la partie la plus importante de tout txoko est la cuisine.
Il est très fréquent qu'après le repas, on se mette à chanter en groupe. La propension qui existe en Pays basque pour chanter en groupe est très grande, de telle sorte qu'il est très habituel de trouver des groupes de tous âges qui chantent aux desserts, mais aussi durant les repas eux-mêmes, ainsi que dans les  bars.

## Explication sociologique
La société basque était matriarcale. Dans les maisons, dans les fermes, ou les maisons des arrantzaleak (pêcheurs), les femmes portaient le poids de la routine quotidienne. L'homme, même en étant le chef de famille et présenté socialement comme tel, assumait généralement un rôle passif dans l'organisation des tâches de la maison, même dans les fermes où l'élevage et la production agricole sont importantes. On dit que les txokoak servaient aux hommes "d’échappatoire'" de la maison et du contrôle de la femme, d'où l'interdiction d'entrée à ces dernières. Aujourd'hui ce n'est plus le cas dans la plupart de ces "sociétés". L'accès des femmes au travail, à la formation, à l'éducation, l'égalité entre les sexes a fait qu'actuellement très peu de sociétés maintiennent cette tradition strictement masculine.

## Autres Txoko (ak)
Dans quelques grandes maisons, on rencontre généralement un emplacement, normalement une cave ou une demi-cave, pour y faire des réunions entre amis. Ce lieu a généralement une cuisine, une vaste table et est désignée, par analogie, txoko.
Il existe aussi différents types de ces sociétés appelées "peñas" et qui prennent une part active dans l'organisation des festivités. Elles sont fréquentes en  Navarre et les plus célèbres sont celles de Pampelune (Iruñea en basque). Elles sont connues sous le nom de peñas "sanfermineras". Dans le cas des peñas, la coutume de confrérie n'est pas présente, du moins de nos jours.